# Franck Desmedt
Pour les articles homonymes, voir Desmedt.
 (avril 2020).
Franck Desmedt, né le 23 avril 1973, est un comédien, metteur en scène et directeur de théâtre. 
Il reçoit le Molière du comédien dans un second rôle pour la pièce de théâtre Adieu monsieur Haffmann en 2018. Depuis 2016, il réalise une série de portraits des grands témoins du XXe siècle. Pour ce travail, il est nommé aux Molières 2022 dans la catégorie "seul en scène" pour La Promesse de l'aube de Romain Gary, reçoit le Prix Charles Oulmont et le prix du Brigadier pour ce même spectacle et est à nouveau nommé en seul en scène aux Molières 2024 pour "Kessel, la liberté à tout prix". 
Il dirige actuellement le Théâtre de la Huchette à Paris et joue régulièrement en parallèle dans différentes créations théâtrales.

## Biographie
Originaire du Sud-Ouest de la France, Franck Desmedt obtient une licence de philosophie en 1994. Il suit ensuite des études au conservatoire d'art dramatique de Bordeaux, avant d'intégrer le Cours Simon. En 2001, il crée sa compagnie Le Talent girondin avec laquelle il adapte, met en scène et joue une vingtaine de créations dont Lacenaire au théâtre de la Huchette et Voyage au bout de la nuit au Théâtre Lucernaire puis au Théâtre Tristan Bernard.
En juin 2008, il prend la direction de l'Espace culturel Treulon de Bruges, puis en 2012 du collectif Inox et depuis janvier 2016, il est le directeur du théâtre de la Huchette,. Sa programmation de comédies musicales y rencontre un grand succès salué par une nomination aux Molières 2016 dans la catégorie meilleur spectacle musical pour Kiki, le Montparnasse des années folles. En 2016, La Poupée sanglante est 7 fois nommée aux trophées de la comédie musicale, ensuite L'Écume des jours obtient 2 nominations, et, en 2018, c'est au tour de Comédiens !, avec 8 nominations aux trophées. Le 18 juin Comédiens ! remporte 5 trophées dont la meilleure comédie musicale 2018.

## Théâtre
- 1997 : Renaud et Armide de Cocteau. Mise en scène Sébastien Azzopardi. Théâtre du Gymnase
- 1998 : Eurydice de Jean Anouilh. Mise en scène François Ha Van. Théâtre de Boulogne Billancourt
- 1999 : Guildenstern et Rosencrantz sont morts de Tom Stoppard. Mise en scène: Gérard Linsolas. Festival d'Avignon (Théâtre de la Luna).
- 2000 : Le Bourgeois gentilhomme de Molière. Mise en scène Gérard Savoisien. Théâtre de Boulogne Billancourt
- 2000 : Le Médecin malgré lui de Molière. Mise en scène Maurice Risch. Théâtre de Boulogne Billancourt
- 2001 : Les Fourberies de Scapin de Molière (version comédie musicale). Mise en scène Philippe Delevingne. Théâtre Montansier de Versailles.
- 2001 : L'Amicale des contrevenants de Gauthier Fourcade. Mise en scène de Xavier Lemaire. Théâtre de la Huchette
- 2001 : Tartuffe de Molière. Mise en scène de René Camoin. Théâtre de Boulogne Billancourt
- 2002-2003 : Les Classiques contre-attaquent d'après Jean de La Fontaine, François Rabelais et Voltaire. Mise en scène de Sébastien Azzopardi. Théâtre de la Huchette
- 2004 : Balade sur internet de Gérard Savoisien. Mise en scène Gérard Linsolas. Théâtre de Charenton puis festival d'Avignon au Théâtre de La Luna
- 2005 : Le Horla de Guy de Maupassant, monologue mis en scène par Franck Desmedt. Théâtre de l'Olympia
- 2005 : Robinson des mers d'Yves Parlier, monologue mis en scène par Gérard Linsolas. Théâtre de Bruges
- 2005 : L'Éventail de Lady Windermere d'Oscar Wilde, mise en scène Sébastien Azzopardi. Théâtre 14
- 2005 : Le Mariage de Barillon de Georges Feydeau, mise en scène Jacques Echantillon. Théâtre du Palais-Royal
- 2007 : L'Éventail de Lady Windermere d'Oscar Wilde, mise en scène Sébastien Azzopardi, Théâtre des Bouffes-Parisiens (5 nominations aux Molieres 2007).
- 2010 : création du festival théâtral Trois Jours sous l'arbre. Parc Treulon de Bruges.
- 2012 : Lacenaire de et mis en scène par Franck Desmedt. Théâtre Inox puis théâtre de la Huchette.
- 2013 : Dernier coup de ciseaux de Paul Portner. Mise en scène Sébastien Azzopardi. Théâtre des Mathurins[5]
- 2016 : Clérambard de Marcel Aymé, mise en scène Jean-Philippe Daguerre au Théâtre Michel puis au Théâtre 13 (3 nominations aux Molières 2018)
- Clérambard au Festival d'Avignon au théâtre actuel.
- 2018 : Adieu monsieur Haffmann de Jean-Philippe Daguerre, mise en scène Jean-Philippe Daguerre au théâtre du Petit Montparnasse et Théâtre Rive Gauche (6 nominations aux Molières 2018 et 4 Molières).
- Adieu monsieur Haffmann au Festival d'Avignon au Théâtre actuel et au Théâtre du roi René.
- 2018 : Voyage au bout de la nuit d'après Louis-Ferdinand Céline, mise en scène Franck Desmedt au Théâtre de la Huchette en septembre 2018 puis au Théâtre du Lucernaire, puis au Théâtre Tristan Bernard.
- 2019 : Voyage au bout de la nuit au Festival d'Avignon au Théâtre du Petit Louvre.
- 2019-2020 : Tempête en juin d'Irène Némirovsky, seul en scène sur une mise en scène de Virginie Lemoine et de Stéphane Laporte. Théâtre La Bruyère. Tournée Théâtre du Palais-Royal.
- 2020 : Voyage au bout de la nuit d'après Louis Ferdinand Céline, mise en scène Franck Desmedt au Théâtre du Lucernaire à partir du 4 mars 2020.
- 2020: Reprise d'Adieu monsieur Haffmann au théâtre de la Renaissance, au Théâtre de l'Œuvre et au Théâtre Montparnasse.
- 2020: Le Visiteur d'Éric-Emmanuel Schmitt. Mise en scène Johanna Boyé. Théâtre Rive Gauche.
- 2021 : La Promesse de l'aube de Romain Gary. Seul en scène. Théâtre Inox puis Théâtre du Lucernaire (nomination aux Molières, catégorie seul en scène).
- 2022 : Reprise de "La Promesse de l'aube" de Romain Gary. Seul en scène. Théâtre de l'Oeuvre.
- 2023-2025: Kessel, la liberté à tout prix. Texte de Mathieu Rannou et Franck Desmedt d'après la vie de Joseph Kessel. Seul en scène. Théâtre Actuel (Avignon), théâtre du Lucernaire et Théâtre Rive Gauche.
- 2025-2026 : Saint-Exupéry, le commandeur des oiseaux. Texte de Mathieu Rannou et Franck Desmedt. Seul en scène. Mise en scène Benoît Lavigne. Théâtre Actuel (Avignon), théâtre du Lucernaire.

## Filmographie/ Télévision
- 2007-2008 : coécrit pour l'émission Salut les Terriens !
- 2009-2010: présentation du journal de la culture sur TV7
- 2010 : Alice Nevers, le juge est une femme (série télévisée), épisode "Mort de rire"
- 2011 : Pierre Brossolette réalisé par Coline Serreau. Rôle Passy
- 2012-2016 : Famille d'accueil (série télévisée)
  - Épisode Ying et Yang : professeur
  - Épisode Sous emprise : Yann
- 2015 : Les Mondes de Philip K. Dick (réalisateurs : Yann Coquart et Ariel Kyrou)

## Audio / Radio
- Audiolib :
  - Berezina de Sylvain Tesson
  - L'Affaire Dreyfus de Vincent Duclert
  - Fleurs de ruine de Patrick Modiano
- Radio
  - Nuits noires Patrick Liegibel France Inter
  - Questions pour l'histoire France culture.

## Distinctions

### Récompenses
- Grand prix Audiolib de 2016 pour Berezina de Sylvain Tesson[6]
- Molières 2018 : Molière du comédien dans un second rôle pour Adieu monsieur Haffmann[7]
- 2022 : Prix Charles Oulmont pour la Promesse de l'aube de Romain Gary.
- 2022 : Prix du Brigadier pour La Promesse de l'aube de Romain Gary, remit par l'A.R.T au Théâtre Montparnasse.

### Nominations
- Molières 2022 : Molière seul(e) en scène pour La promesse de l'aube
- Molières 2024 : Molière seul(e) en scène pour Kessel, la liberté à tout prix

### Décoration
- 2022 : Chevalier de l'ordre des Arts et des Lettres, nommé par Madame Roselyne Bachelot-Narquin, ministre de la Culture.